# Opera Coast
Opera Coast（オペラ・コースト）とは、オペラ・ソフトウェアによって開発されていたiPad、iPhone向けのウェブブラウザである。このブラウザは多種あるOperaをベースにして作られている訳ではなく、全く独自に作られた物である。今までのブラウザはタブや履歴、ブックマークのようなボタンをベースにした物であったが、Opera Coastに於いてはそれらはジェスチャーに取って代わられており、それに合わせてブラウザもデザインされている。

## 歴史
2013年9月9日にiPad向けにOpera Coastが発表された。その後9月24日にCoast1.10として初のアップデートを実施した。27日には1.11の開発が告知され、翌28日に1.11がリリースされた。その後、1.12が発表され、11月5日に1.13が発表された。7日にはGulltasten2013でベスト・ユーティリティ・アプリケーションと年間アプリケーション賞、WebIT Congressでベスト・ソフトウェア賞を授与された。20日には1.14がリリースされた。
2014年4月24日にはiPhone版がリリースされた。5月26日には3.02がリリースされ、7月10日には3.10がリリースされた。9月3日には3.13として開発されていた物がリリースされる予定であったが、13が不吉な数字であるためにこれは3.14として発表された。その後、12月16日には4.0が発表されている。
Opera Coastは2017年8月にApple Storeから削除された
。

## セキュリティ
証明書や信頼性、URL、履歴、ページのコンテンツ等のセキュリティをOpera Coastは内蔵しており、危険を察知した場合は警告が為されるようになっている。

## 同期
Opera Coastは自動的にiCloudと同期されるように出来ている。これはホームスクリーンのタイルに於いても同様である。

## 言語
Opera Coastは4.0の時点で32言語に対応している。